# Per Øien
 (juin 2023).
Si vous disposez d'ouvrages ou d'articles de référence ou si vous connaissez des sites web de qualité traitant du thème abordé ici, merci de compléter l'article en donnant les références utiles à sa vérifiabilité et en les liant à la section « Notes et références ».
 (juin 2023).
Le contenu est difficilement compréhensible vu les erreurs de traduction, qui sont peut-être dues à l'utilisation d'un logiciel de traduction automatique.
 (juin 2023).
La mise en forme du texte ne suit pas les recommandations de Wikipédia : il faut le « wikifier ».
Les points d'amélioration suivants sont les cas les plus fréquents. Le détail des points à revoir est peut-être précisé sur la page de discussion.
- Les titres sont pré-formatés par le logiciel. Ils ne sont ni en capitales, ni en gras.
- Le texte ne doit pas être écrit en capitales (les noms de famille non plus), ni en gras, ni en italique, ni en « petit »…
- Le gras n'est utilisé que pour surligner le titre de l'article dans l'introduction, une seule fois.
- L'italique est rarement utilisé : mots en langue étrangère, titres d'œuvres, noms de bateaux, etc.
- Les citations ne sont pas en italique mais en corps de texte normal. Elles sont entourées par des guillemets français : « et ».
- Les listes à puces sont à éviter, des paragraphes rédigés étant largement préférés. Les tableaux sont à réserver à la présentation de données structurées (résultats, etc.).
- Les appels de note de bas de page (petits chiffres en exposant, introduits par l'outil «  Source ») sont à placer entre la fin de phrase et le point final[comme ça].
- Les liens internes (vers d'autres articles de Wikipédia) sont à choisir avec parcimonie. Créez des liens vers des articles approfondissant le sujet. Les termes génériques sans rapport avec le sujet sont à éviter, ainsi que les répétitions de liens vers un même terme.
- Les liens externes sont à placer uniquement dans une section « Liens externes », à la fin de l'article. Ces liens sont à choisir avec parcimonie suivant les règles définies. Si un lien sert de source à l'article, son insertion dans le texte est à faire par les notes de bas de page.
- La présentation des références doit suivre les conventions bibliographiques. Il est recommandé d'utiliser les modèles {{Ouvrage}}, {{Chapitre}}, {{Article}}, {{Lien web}} et/ou {{Bibliographie}}. Le mode d'édition visuel peut mettre en forme automatiquement les références.
- Insérer une infobox (cadre d'informations à droite) n'est pas obligatoire pour parachever la mise en page.

Pour une aide détaillée, merci de consulter Aide:Wikification.
Si vous pensez que ces points ont été résolus, vous pouvez retirer ce bandeau et améliorer la mise en forme d'un autre article.
Per Olav Øien (31 octobre 1937 - 25 mai 2016) était un flûtiste norvégien.

## Biographie
Øien est né à Bergen. Ses parents s’appelaient  Peder Øien et Eva Kitty Bøe. Il a étudié à la  Bergens Handelsgymnas en 1956 et a étudié la flûte au Bergen Musikkonservatorium sous la direction du flûtiste Hans Stenseth et du professeur de théorie musicale Trygve Fischer. Dans sa ville natale, il a joué avec l'Orchestre philharmonique de Bergen (1956-1961), avant de déménager à Oslo pour étudier avec Ørnulf Gulbransen . Il a fait ses débuts à l'Universitetets Aula en 1962 et a contribué à la création de l'Oslo Blåsekvintett en 1962. Øien a travaillé en tant que flûtiste solo pour l'Orchestre de la radio norvégienne de 1962 à 1967, et pour l'Orchestre philharmonique d'Oslo de 1967 à 1985. À partir de 1985, il enseigne à l' Académie norvégienne de musique . Il compte parmi ses albums  Contemporary Music From Norway (1972, avec Eva Knardahl ), Concerto pour flûte et cordes de 1978 et Flûte et harpe de 1985. Il a enregistré et fait des tournées internationales avec l'ensemble Den Norske Blåsekvintett où il a remplacé Ørnulf Gulbransens en 1972. L'ensemble a reçu le Norwegian Music Critics Award pour l'année 1976/1977,.